# 惑星ロボ ダンガードA
『惑星ロボ ダンガードA』（わくせいロボ ダンガードエース）は、東映動画製作のロボットアニメ。1977年（昭和52年）3月6日から1978年（昭和53年）3月26日までフジテレビ系で毎週日曜日19:00 - 19:30に全56話が放送された。

## 概要
1972年の『マジンガーZ』以来、『グレートマジンガー』・『UFOロボ グレンダイザー』とロボットアニメブームを牽引し続けてきた永井豪とダイナミック・プロに代わり、新たに松本零士をイメージクリエイターとして迎えた作品。テレビアニメの放映と並行して、月刊漫画誌『冒険王』（秋田書店）に松本による漫画版も連載された。全56話の平均視聴率は17.1%（最高視聴率は、第36話「火星に進路をとれ！」の22.6％。ビデオリサーチ関東地区調べ）。
松本零士のアニメ作品としては唯一の巨大ロボットアニメである。だが、当の松本自身は後のインタビューで作品を振り返って、「タマガーとかアンドロイド物は好きだが、巨大ロボットというやつは、どうも私には不向きだと痛感させられた」と語っている。また、漫画『宇宙海賊キャプテンハーロック』作中でヤッタラン副長に、当時のロボットアニメを揶揄する否定的なセリフを言わせている。
アニメ本編ではダンガードAは第4話のラストシーンで初登場するものの、それ以前は完成イメージ映像もしくは組立工程中という形に限定され、また、完成後も別形態のサテライザーでの登場がメインとなり、ロボット形態の初合体は第11話、活躍するのは第13話からとなった。
また、主人公タクマへ「訓練」の名の下に鬼のようなスパルタ教育を施す教官キャプテン・ダンとの関係が、しばしばロボットアニメ版『巨人の星』とも評された。中盤以降はダンの死によりスポ根的な要素が払拭され、前後に登場していた美形のライバルであるトニー・ハーケンとタクマの対決を軸として、荒木伸吾と姫野美智による美麗なキャラクター人気がロボットバトルより先行するようになっていく。なおこの交代劇は、幼児視聴者からの「キャプテン・ダンの仮面が怖い」との抗議が殺到したことに端を発した結果であり、商業的に成功に至るターニングポイントだった。
本作の中盤ではスタッフが変動しており野田卓雄は同じ東映動画作品『アローエンブレム グランプリの鷹』の参加で降板し、同じく金田伊功もスタジオNo.1を退社し、スタジオZで第25話、第36話を担当した後、降板している。

## あらすじ
緑と資源に溢れた人類希望の星・太陽系第十番惑星プロメテ[公転周期1億5千万年]が発見された。だが悪の天才・ドップラー総統はこれを我が物とするためドップラー軍団を率いて、大江戸博士率いる人類のプロメテ移住計画＝通称プロメテ計画の妨害を開始する。ドップラーの卑劣な罠によって宇宙パイロット・一文字断鉄らによる最初のミッションは失敗に終わり、その全責任は行方不明となった断鉄へ押し付けられる形で幕を閉じた。
それから10年。16歳となった断鉄の息子タクマは「裏切り者」と罵られ続ける父の汚名をそそぎ、プロメテ計画を成功させるべく、大江戸の元で宇宙パイロットとしての訓練を受けていた。一方プロメテ計画の進行を知ったドップラーは、戦闘ロボット・メカサタンで計画の中枢となるジャスダム基地がある飛島（とびしま）へ攻撃を仕掛けてきた。時を同じくして、鉄仮面を被ったドップラー軍からの脱走者が飛島に現れる。大江戸は類稀なる操縦技術を持つその男にキャプテン・ダンの名を与え、タクマたちパイロットの育成を任せた。
熾烈を極めるドップラー軍団の攻撃の中、キャプテン・ダンによる厳しい訓練が続く。過酷な試練を乗り越え日々成長していくタクマは、変形メカ・ダンガードAで巨大戦闘空母ジャスダムと共にドップラー軍団と戦っていく。

## 登場人物

### ジャスダム
一文字 タクマ
声 - 神谷明、菊池紘子（幼少時）/曽我部和恭（しょうちゃん紙芝居）
本作の主人公。敬愛してやまない父・断鉄が謎の事故に遭遇して行方不明となり、“第一次プロメテ計画を水泡に帰させた裏切り者”の汚名を着せられ、自身も「裏切り者の息子」「汚い奴の子」として世間から後ろ指を差され冷たい仕打ちを受けるが、父の親友だった大江戸博士の温かい庇護を受けて健やかに成長した。
「タクマ」という名前は「たくましい男になれ」との願いを込めて父が名付けた。
第3話よりダンガードAのテストパイロットの一人に選ばれ、鬼教官キャプテン・ダンの限界を超えた凄まじく過酷な訓練でしごき抜かれ、遂にダンガードAの正パイロットとなる。共に特訓を受けるパートナーには幾人かの出入りの末、秀人がコ・パイロットを務めるようになる。
第33話で重傷を負いマスクの外れたダンが父・断鉄だったと知るが、親子の絆を確かめる間もなく第35話で死別してしまう。一方、ドップラー軍団との戦いの中で手強いライバルとしてトニー・ハーケンが現れ、互いに闘志を燃やす関係に。プロメテを目前にした終盤ではドップラー側との共存を唱え、航行不能となったプラネスター乗員をハーケンの要請に応えて救出した後、父の遺志を継いで遂にプロメテにたどり着く。
松本零士のコミカライズ版タクマは、アニメ版と対照的に幼少時の辛い生い立ちにより完全に鬱屈した暗い性格となっている。
キャプテン・ダン（一文字 断鉄）
声 - 柴田秀勝/林一夫（しょうちゃん紙芝居）
ドップラーの基地から脱走してジャスダムへ辿り着いたマスクマン。当初はドップラー軍団によって自分の身元に関する記憶、手足の指紋を消されており、第2話でジャスダムに現れた時は「Mr. X」と名乗っていたが、ダンガードAにちなんでキャプテン・ダンという仮名を大江戸から与えられる。卓越した操縦技術を持つことから、大江戸博士からプロメテ計画の要となるであろう巨大ロボ・ダンガードAのパイロット養成を託されて、タクマらをしごきまくる鬼教官に就任。第3話以降、延々と繰り返される訓練は主役ロボ・ダンガードAの活躍を大幅に先送りすることとなる。
マスクにはドップラー軍団の指令を受ける受信装置が内蔵されており、ダンは受信アンテナが偶然折れたことにより、軍団の呪縛から解き放たれて脱走することができた。だが構造上の問題とあらゆる工具が歯が立たない頑丈さゆえに外すことができず、受信装置も機能していた。そのため、ダンはたびたびドップラー軍団の指令電波に受信装置が反応して起こる頭痛に悩まされることになった。
第26話で自分に代わるパートナー候補として新たに2人の候補生をスカウトし競い合わせようとする。間もなくジェット・ジョーが死亡したため、タクマと秀人の両名に絞って、メインパイロットの座を巡るライバル意識を激しく煽り立てた。
第11話で自分を狙った爆弾の爆発によりマスクが破損して外れる。その際に記憶が甦り、自分が一文字断鉄であることを思い出す。しかしその後は大江戸のみに事情を明かし、タクマの前ではマスクを被ったまま、あくまでキャプテン・ダンとして厳しく接し続けた。一方では、発言や行動の端々に父親としての感情が表れるなどの変化も見られ（タクマはダンの死後、そのことに気付く）、終盤では息子の成長を陰で喜んでいた。第33話で重傷を負いマスクが外れてタクマに正体を知られるが、親子としての愛情を交わす間もなく、第35話でジャスダム発進と同時に敢え無く死亡した（その直前、素顔でタクマにサテライザー出撃を命じたのが最後の会話となった）。
なお、当初の予定ではダンはそのままタクマたちを鍛えながらプロメテまで同行するはずだった。しかし、タクマをしごきまくるその鬼軍曹ぶりに対し、一部の熱狂的な女性ファンたちから「酷すぎる」「憎たらしい」「死んで欲しい」などのクレームを送りつけられるなど大いに不興を買い、これに加えてメインターゲットである肝心の子供たちから、マスクの姿に恐怖を感じるとの投書が寄せられるといったあまりの不人気ぶりから、急遽死なせることになったという。だが一方でその退場を惜しむファンもいたらしく、チーフディレクターの勝間田具治の元にダンを死なせたことに対する抗議文と、カミソリが送られてきたという逸話がロマンアルバムに載せられている。
コミカライズ版では、終盤まで生存するもプロメテでドップラーに狙撃され（その直後にドップラーも謎のエネルギーを浴びて死亡）、その際にマスクが外れ、プロメテには邪悪な心を嫌う高等生命体が住んでいるので、人間が手を出すべきではないとのメッセージを大江戸やタクマに残して死亡する。
大江戸博士
声 - 富田耕生/峰恵研（しょうちゃん紙芝居）
プロメテ計画を推進するジャスダムの総指揮官。下の名は不明。長く伸ばした頭髪と口ヒゲとあごヒゲが完全に繋がっている。親友の間柄だった一文字断鉄が行方不明となり、孤児となったタクマを引き取って育てた。性格は冷静沈着にして、ドップラーの度重なる脅迫にも決して屈しない強靭な意志を併せ持つ。
第二次世界大戦では凄腕のゼロ戦パイロットとして鳴らしており、ジャスダムが宇宙へ出てからも戦時中の死線をくぐり抜けた経験に基づく戦士の勘で、敵の謀略からジャスダムを救うこともしばしばだった。
霧野 リサ
声 - 吉田理保子/菊池紘子（しょうちゃん紙芝居）
ジャスダムの数少ない女性クルーとして通信オペレーターやコンピューター解析を担当する本作のヒロイン。ジャスダムが宇宙へ出てからはスペースレディやスペースアローで、主に調査・偵察の任務もこなした。コスチュームのバリエーションが豊富な点では全キャラクター中、随一を誇る。
主人公タクマへほのかな好意を抱いていたが、結局二人の仲は最後まで特に進展を見せることもなく煮え切らないまま終わった。中盤で秀人がメンバーに加わってからは、タクマと秀人のライバル関係が恋の三角関係へも発展しそうな雰囲気が一瞬あったものの、これもいつの間にか立ち消えになる。第45話でスペースアローで漂流しているところをハーケンに拿捕され、ドップラー軍団の捕虜となったが、彼女の姿に亡き母の面影を見たハーケンにより逃がされる。
佐渡 酒造（さど さけぞう）
声 - 八奈見乗児
ジャスダムの医療班チーフ。名前だけでなくビジュアルデザインも、酒好きで一升瓶の日本酒をこよなく愛する性格も、『宇宙戦艦ヤマト』のキャラクター「佐渡酒造」そのまま。ジャスダム内に著しくミスマッチな四畳半の自室を構える。
のんべえながらも腕利きの医者でキャプテン・ダンも一目おいていたが、皮肉にもそのダンを治療して救うことはできなかった。
荒井 伴太
声 - 大竹宏
ジャスダムのメカニック班をまとめるチーフ。基地内のメカ整備を一手に引き受けている豪快な巨漢。戦闘時には機銃砲座で敵に対して応戦もしている。
タクマの親友であり、折にふれ悩み苦しむタクマを元気づけていた。それだけにタクマを鬼のようにしごくキャプテン・ダンには反感を隠そうとせず、後に秀人が加わりガードランチャーへの搭乗を希望した際にも「ガードランチャーはタクマ」と待ったをかけた。
第50話では命綱1本でダンガードAへ宇宙遊泳し、エネルギータンクをメインエンジンに直結させてタクマのピンチを救う活躍を見せている。
荒井 ミヨ子
声 - 菊池紘子
第9話から登場。荒井伴太のやんちゃな妹で自称「タクマの恋人」。タマガーに思いを寄せられるが全く相手にしていなかった。ジャスダムのマスコットとして惑星プロメテへの旅にも同行。タマガーや太郎と共に専らコメディリリーフを演じていた。
足立 太（あだち ふとし）
声 - 緒方賢一
ジャスダムのメカニック班に所属する小柄な男で伴太の部下。名前とビジュアルデザインは松本零士の漫画『元祖大四畳半大物語』の主人公である「足立太」そのまま。
ギャグメーカー的なポジションとなるべく登場したと思しきキャラクターだが、特にこれといった活躍も見せ場もないまま最後まで影の薄いキャラクターに終わった。
馬井 喰吉（うまい たべきち）
声 - 山田俊司
ジャスダムの厨房を取り仕切る名コック。ビジュアルデザインは松本零士の漫画『宇宙海賊キャプテン・ハーロック』のキャラクター「ヤッタラン副長」そのまま。ヤッタランと同じく怪しげな関西弁でしゃべる。
田貫教授（たぬき）
声 - 大竹宏
下の名は不明。ジャスダム内のメカ開発を担当している初老の小柄な博士。通称「ドクター・タヌキ」。しょっちゅう葉巻を咥えている。大江戸博士の師匠に当たり（第1話）、タマガーの発明者でもある。ギャグメーカー的な役回りを演じることが多いが、真面目にタクマやミヨ子を諭す場面も稀に見られた。
タマガー
声 - 富田耕生
映画『禁断の惑星』（1956年・米）に登場したロボット「ロビー」に似たタマゴ型のロボット。田貫教授の自信作で、自称「世界一の解析ロボット」。
太郎やミヨ子とワンセットで専らコメディリリーフ役を演じている。ミヨ子に惚れており健気に彼女へ尽くすが、タクマにぞっこんなミヨ子からは全く相手にされなかった。
第21話や第23話では人間キャラを差し置いてメインを張る大活躍を見せており、さらに「タンタンタマガー」というキャラクターソングまで用意されていた。
ポケットモンキー太郎
声 - 大竹宏
タクマによって宇宙実験用カプセルから助け出された子猿で、以後ジャスダム内のマスコットとなる。ただひたすら「ウキー!」と叫んでは他愛ない悪戯を繰り返していた。ジャスダムが宇宙へ飛び立った第35話以降は専用の小さな宇宙服が用意された。主にミヨ子やタマガーと行動を共にしてギャグメーカーの役割を果たす。
東助手（あずま）
声 - 井上和彦
ジャスダムで大江戸の助手を務める真面目で気の弱そうな眼鏡の青年補佐官。特にこれといった活躍も見せ場も無かったものの、絶えずメインブリッジで大江戸の付近に座ってサポート業務をしているため、画面に登場する頻度は他のキャラに比べ圧倒的に高い。時々ジャスダムの操鑑をしている描写も見られる。タクマたちより年上らしく、「東さん」と呼ばれている。
金谷（かなや）
声 - 水島裕
第3話でタクマ、久保と共にダンガードAのテストパイロットとして選ばれたソバカス顔の青年。下の名は不明。他の二人と違ってメカに詳しい。
第8話で訓練中に不可解な接触事故を起こして脊椎を損う重傷を負う。事故の原因がサテライザーの設計ミスにあることを発見し、病室を脱け出し秘かにサテライザーの点検整備をしていたところ、メカサタンの襲撃でサテライザーが発進してしまう。果たしてサテライザーに欠陥が見つかり金谷の機転で危機は脱したものの、この時、重傷の身で戦闘参加したことで車椅子の生活を余儀なくされることになり、テストパイロットを断念してジャスダム基地を去っていった。
久保
声 - 井上和彦
第3話でタクマ、金谷と共にダンガードAのテストパイロットとして選ばれた青年。下の名は不明。金谷ともども非常に性格が好く、タクマに対しても屈託なく接していた。
誕生日を迎え父親からトランペットを贈られた第9話で、メカサタンに捕獲されたダンガードAの窮地を救うために練習機で体当たりをかけ、父の名を叫びながら墜落死。遺品となったトランペットは以後タクマが愛用した。
城 哲治（ジェット・ジョー）
声 - 富山敬
曲芸飛行で「ジェット・ジョー」として名を馳せた天才的なパイロット。ダンからプロメテ計画について聞かされ、大星秀人と共にダンガードAのパイロット候補生へスカウトされる。
タクマが散々苦労してきた合体訓練も易々とやってのける天才ぶりだったが、遭遇したメカサタンとの戦闘ではたちまち経験不足を露呈し、滅多打ちにされてしまう。秀人を残しダンガードAを見捨ててあっさり自分だけ脱出。しかし間もなくドップラー軍団の捕虜となり、優秀な操縦技術を買われて有無を言わさずハーケン特別攻撃隊へと編入されてしまう。その後、隙を見て戦闘機を奪い脱走したが、グドンの駆るメカサタンに追いつかれ、タクマと秀人の目前で敢え無く撃墜される。駆けつけ抱き起こしたタクマに「トニーハーケンこそ俺たちのライバル」と言い残し、目を見開いたまま絶命する。
大星 秀人（おおぼし ひでと）
声 - 古川登志夫
第26話でジョーと共にダンガードAのパイロットとして、キャプテン・ダンにスカウトされてきた好青年。曲乗りのテクニックではジョーに一歩譲るものの、操縦センスは充分であり責任感が強い。ジョーの死後はタクマとダンガードAの正パイロットの座をめぐる良きライバルとなる。物語後半ではダンガードAのコ・パイロットを務めるようになるが、重要な役割にもかかわらず、シリーズ後半にOP・ED画面がリニューアルされた際にそのどちらにも登場しない。

### ドップラー軍団
ドップラー総統
声 - 田中崇/沢りつを(しょうちゃん紙芝居)
“惑星プロメテへ移住する権利があるのは選ばれたエリートのみ”と唱える選民主義の悪の天才科学者。2m近い長身でスキンヘッド。そのカリスマで熱狂的な支持者を糾合しドップラー軍団を作り上げる。趣味はパイプオルガンで、設置した専用の間において、自身の荒ぶる感情のままに鍵盤を叩く。また、軍団メンバーを前にして何度も演奏を披露していた。ただし、本編で示されたレパートリーは2曲のみである。
ヒマラヤ山中に秘密基地を構え、自らの計画に邪魔な大江戸のジャスダム基地へメカサタンを送り込んで執拗に妨害した。第33話でジャスダムに先駆け、プラネスターで宇宙へ発進する。
プロメテを目指すプラネスターとジャスダムの熾烈なデッドヒートでは、ルガー、プラグ、ヘチと次々に部下を失う結果となる。プロメテを目前にした終盤、軍団内にも厭戦ムードが漂う中、乗員を見捨てて自分だけプロメテへ向かおうとする。
ヘチ副総統
声 - 八奈見乗児
ドップラーの忠実な腹心として軍団を束ねる副総統。剃り込みを入れたような独特の髪型に片眼鏡をかけマントを羽織って、異様に蒼ざめた顔色をしている。
娘・フリーゼとテレパシーによる交信が可能であり、第51話で磁気嵐のためジャスダム・プラネスター双方とも一切の通信が不能になった際には、この特殊能力を利用したジャスダム撃滅作戦を思いつく。フリーゼをわざと捕虜となるよう仕向けてジャスダムに潜入させ、正確な位置を割り出して自らメカサタンを操縦して襲来する。しかし、敵であるタクマに好意を抱いてしまったフリーゼは、脳波強化改造による副作用で死亡。出動してきたダンガードAの反撃に怯気づいた部下のメルセが撤退しようとするが、娘の復讐に燃えるヘチは逃げるメルセを背後から攻撃したことにより、結果的に相討ちとなってメカサタンごと爆死した。冷徹なドップラーも、さすがにヘチの死に対しては憂いと動揺を隠せなかった。
プラグ技術長官
声 - 山田俊司（第9話〜第26話）、西川幾雄（第27話〜第49話）
メカサタンの設計から製造までを全て手掛ける科学班の総責任者。普段は作業用の帽子を被っているが、実はドップラーと同じようなスキンヘッド。第24話でグドンのメカサタンへ同乗した以外は、ひたすら基地でメカサタン開発に明け暮れた根っからの技術屋。
終盤に至り惑星プロメテを目にするやジャスダムとの戦闘などどうでもよくなり、一刻も早くプロメテへ辿り着きたい思いに駆られ始める。第49話で自分だけプロメテへ抜け駆けしようと計画したことがドップラーに露見し、自らメカサタンに乗り込んでの出撃を余儀なくされる。ドップラーは予めキルマンに命じて秘かにメカサタンへ自爆用陽子爆弾をセットさせており、キルマンが自爆スイッチを押してジャスダムへの特攻を図るや、プラグは激しく動揺しメカサタンを分離して逃亡しようとするが果たせず、プロメテへ思いを馳せながら絶命。彼の死はドップラー軍団内部に暗い影を落とし、最終回でプラネスターが航行不能に陥る重要な伏線となる。
グドン戦闘隊長
声 - 緒方賢一
ドップラー軍団のメカサタン部隊を指揮する戦闘隊長。片目にアイパッチを付けており、ヒゲとモミアゲが繋がっている個性的な風貌だったが、第21話でドップラーに失敗続きの不甲斐無さをなじられ自慢のヒゲを切られてしまった。
前線指揮官でありながら自ら何度となくメカサタンを操縦してダンガードAに挑み、敗れては脱出を繰り返した根っからの武闘派。
第27話で脱走したジェット・ジョーを追いかけて撃墜した後、ダンガードAにメカサタンを破壊されていつものように捨てゼリフを吐きながら間一髪で脱出したが、ジョーを眼前で殺され怒りに燃えるタクマの執拗な追撃を受け、彼の放ったアイブレスターライフルが脱出艇を直撃して絶叫と共に死亡。同士討ちが相次いだドップラー軍団レギュラー陣の中で、まともにダンガードAとの戦いで命を落とした唯一のキャラクター。
トニー・ハーケン
声 - 山田俊司
第27話で初登場した、ドップラーが子飼い中の子飼いとして手塩にかけてきた青年将校。ドップラーの親衛隊ともいうべき「ハーケン特別攻撃隊」を率いる。不敵な自信家で性格は冷酷非情にして尊大。ヘチ副総統に対してさえタメ口を利いていた。手に持つ鞭を巧みに操って、叩き回したり、絡め捕ったりと相手を次々と翻弄する。
主にハーケン特別攻撃隊専用戦闘機を操縦して作戦を指揮したが、第47話や第50話では自らメカサタンを操縦して出撃している。
本作が一部女性ファンから熱狂的な支持を集める原動力となった美形悪役キャラクター。
第41話辺りまでは普通のキザな美形悪役の範疇を出なかったが、第45話で霧野リサを捕虜にし、わざと逃がした頃から亡き母の回想がフラッシュバックするようになる。非情な性格は徐々に影を潜め、第47話ではジャスダムと一時休戦して共同作戦を取った。プロメテを目前にした第55話で副隊長のハンスを失うと、もうこれ以上部下を死なせたくないという思いから、ドップラーにジャスダムとの共存を訴える。しかし、ドップラーは彼の説得にも耳を貸さず、ハーケンの部下全員を未完成のビーターVに乗せてジャスダムへの自爆特攻を命じ、部下全員を失うに至って遂に叛意を露わにする。
ルガー突撃隊長
声 - 緒方賢一
戦死したグドンの後任として、第31話からメカサタン突撃隊の指揮を任されたマッチョな体格の男。ハーケンに対して強烈なライバル心を燃やし、事ある毎に張り合おうとする。言動は好戦的だったが、専ら基地内や母艦のマザーサタンから指揮を執るだけで、前任のグドンと違って一度もメカサタンで出撃することはなかった。
第41話でハーケンを差し置いてドップラー軍団最高参謀に任命され得意の絶頂にあったが、これはハーケンが仕組んだ陰謀だった。出撃中に乗っていたマザーサタンをハーケンから遠隔操作されてジャスダムへ特攻させられてしまい、マザーサタンの爆発により部下と共に戦死した。
マスクマン
鉄仮面のようなマスクを被せられ、自我のない状態でドップラー軍団の意のままに操られる戦闘員。その正体は洗脳を受けた科学者や一流パイロットたちで、かつてはタクマの父もその一人だった。軍団施設での作業に従事したり、メカサタンの操縦や、暗殺任務なども任されていた。
額のアンテナから指令を受けて動いており、これを折られるとコントロールを脱し自我を取り戻す。ただし別の制御装置を身につけ、アンテナが折れていながら指令に忠実なマスクマンも登場した。初期は感情のないロボットのように描かれていたが、後には普通の兵士のように受け答えする姿も見受けられた。
ロボット兵士
ドップラー軍団内で多数使用される等身大汎用ロボット。胴体正面に顔を持ち四肢は非常に細長いという奇怪な容貌をしている。
個別の意思がある描写はないが、稀に個体間で簡潔な会話を行うこともある。
奴隷のマスクマンの監視やジャスダムへの潜入工作・メカサタン操縦など、多目的に広く運用された。

### 各話ゲストキャラクター
ヘンリー・ダグラス
声 - 野田圭一（第10話）
かつて断鉄と腕を競い合ったほどの凄腕パイロット。当初タクマはダンの正体が彼なのではないかと疑っていた。
RX-2所員・黒木
声 - 山田俊司（第13話・第32話）
月軌道上に浮かぶ宇宙ステーションRX-2の所員。
第13話で救援に来たダンガードAのパイロットが、マスクマンのダンと裏切り者・一文字断鉄の息子タクマと知って露骨な嫌悪感を示す。第32話に再登場した時にはすっかりわだかまりが消え、再会を喜ぶほどの仲になっていた。
RX-2司令
声 - 緒方賢一（第13話）、八奈見乗児（第32話）
月軌道上に浮かぶ宇宙ステーションRX-2の司令官。名は不明。帽子を目深に被ったヒゲ面。
伴太の親父
声 - 加藤修（第14話）
荒井伴太とミヨ子の父親で、漁船の船長を務める豪快な海の男。タクマは彼ら親子を見ながらいつしか父・断鉄のことを思い浮かべる。
月島 ツトム
声 - つかせのりこ（第18話）
太陽熱をエネルギーに転換する新技術を開発しながら世間から相手にされない父・月島博士を不憫に思い、ジャスダムで実験させて欲しいと頼み込んだ少年。
城戸 幸一
声 - 井上真樹夫（第20話）
霧野リサの幼馴染。新進の青年画家として注目を集めていたが、個展の記念パーティ席上で急病に倒れタクマとリサによってジャスダム内へ運び込まれる。実はドップラー軍団のスパイでジャスダムの詳細な情報を盗み出そうとしていた。脱走後、メカサタン・ブーメラスでジャスダムとダンガードに挑む。リサの嘆願でタクマは逮捕しようとするが「俺はエリートしか信じない」と暴言を吐き、倒される。
ロブ・ワイド
声 - 古川登志夫（第23話）
「ワイド合金」の発明者・ワイド博士の一人息子。父の遺志を継ぎ、南極で合金の基となるワイド鉱石の採掘をしていたが事故で遭難。タクマたちに救出される。
ワイド博士
声 - 緒方賢一（第23話）
ロブの父親で、あらゆる金属の強度を100倍に高める「ワイド合金」の発明者。
ジョン・グレイ
声 - 八奈見乗児（第24話）
第二次大戦中、南方の戦地で大江戸と死力を尽くして凄まじい空中戦を繰り広げたライバル。ヒゲと典型的な外人訛りの怪しげな日本語が特徴。戦死者の英霊を弔うべく大江戸と共にかつての戦地を訪れた際、ドップラー軍団の攻撃を受け大江戸と共闘する。
ワープ博士
声 - 矢田耕司（第25話）
ドップラーの捕虜となり、ノバ博士と共にプラネスター建造に酷使されていた博士。ドップラーの逆鱗に触れ残酷な処罰を受けるノバ博士を見て怖れをなし、戦闘機を盗んで基地を脱走する。
ノバ博士
声 - 緒方賢一（第25話）
ドップラーの捕虜となり、ワープと共にプラネスター建造に酷使されていた博士。独断でプラネスターの武装を変更したため、ドップラーの逆鱗に触れマスクマンにされてしまう。あまりの過酷な仕打ちを目の当たりにしたワープが脱走を決意する原因となった。
ランドルフ博士
声 - 緒方賢一（第29話）
オーストラリアの優秀な電子工学の権威で、濃いヒゲと眼鏡が特徴。前回で秘密基地の爆発に巻き込まれた秀人を発見・保護していた。プロメテ1号を後述の大星竜太郎とともに設計している。
大星竜太郎博士（回想）
声 - 八奈見乗児（第29話）
「おおぼしりゅうたろう」と読む。大星秀人の父親だが既に故人。
フランク
声 - 緒方賢一（第30話）
ハーケン特別隊員。訓練中に機体がトラブルを起こし、隊長のハーケンに救助を要請するが「自力で帰れ」と却下される。
パウル・シュトラウス
声 - 野田圭一（第30話）
メカサタン突撃隊の副隊長。ハーケンが隊員のフランクを見捨てて帰還したことや、メカサタン突撃隊へ救助を依頼もせずに無視する態度に怒って彼を非難するが、逆に公衆の面前で無能呼ばわりされた上に鞭打たれてしまう。ハーケンの挑発を受けメカサタンで出撃し、操縦に不慣れな秀人がメインパイロットのダンガードAを苦戦させるものの、秀人の「肉を切らせて骨を断つ」捨て身の戦法により戦死。
エバンス
声 - 井上和彦（第36話）
遭難した国際宇宙局ロケットの乗組員になりすましてタクマと秀人に救助され、ジャスダムに潜入したドップラーのスパイ。
ピーター・ウェルズ
声 - 水島裕（第38話）
ハーケン特別隊員。タクマたちが謎の第13衛星上で出会ったハーケン特別攻撃隊に所属する少年。父の遺志を継いで、衛星（ムー大陸が木星の衛星になったため遺跡がある）を学術的見地から保護するためにドップラー軍団に所属していた。
ノエル
声 - 杉山佳寿子（第42話）
マザーサタンの特攻によって大破したジャスダムが不時着した、謎の惑星Xを調査中にタクマが出逢った謎の美少女。ブロンドのロングヘアで青白い肌。実は母が異星人の父と結ばれた罪で魔王星から惑星Xへ幽閉されており、その罪を許されるには異星人の心臓を持ち帰らなければならなかった。しかし、タクマの吹くトランペットの音色に魅了された彼女はどうしても彼を殺すことができず、メカサタンとの戦闘で窮地に陥ったダンガードAを我が身を犠牲にして救い消えていった。本エピソードは徳間書店のロマンアルバム誌上にストーリーが完全再録されている。
アルファート
声 - 山田俊司（第42話）
ノエルの兄。水晶玉を通してテレパシーでノエルと会話し、異星人のタクマを殺すように唆す。
キルマン
声 - 野田圭一（第49話）
ハーケン特別隊員。メカサタンでの出撃を命じられて「戦闘は自信がない」と渋るプラグを見たハーケンが、サポートとして（その実、監視のために）送り込んだ三白眼のハーケン隊員。出撃前にプラグの目を盗み、ドップラーの命令で自爆用陽子爆弾をメカサタンに取り付けた彼は、自分用の操縦桿以外を銃で破壊し不退転の決意をプラグに見せ付ける。しかし、戦闘の衝撃で破壊した操縦桿が胸に突き刺さり瀕死の重傷を負い、自爆装置のスイッチを押して絶命。
バルノフ
声 - 緒方賢一（第49話）
科学班に所属するプラグ技術長官の片腕的存在。戦死したルガーの親友だった彼は、メカサタンでの出撃を命じられたプラグへ直訴して同乗を志願した。キルマンが秘かに仕掛けておいた陽子爆弾のスイッチを押したことで動揺し、戦いを忌み嫌ってプロメテへ逃亡しようとする上司プラグを無情にも銃で撃ち、メカサタンでジャスダムへ特攻しようと試みる。が、瀕死のプラグに操縦系統を破壊され、機体は迷走した末に自爆してしまう。
メルセ
声 - 緒方賢一（第51話）
副総統ヘチと共に出撃し、メカサタンから分離したマンボウロケットを操縦してジャスダムに猛攻を加えた部下。ダンガードAの反撃を受けて敗色が濃くなったため撤退しようとするが、娘の復讐に燃え徹底抗戦を叫ぶヘチに攻撃されて機体に被弾。報復のため180度回頭しメカサタンへ特攻して相討ちとなり、ヘチを道連れにして爆死する。
フリーゼ
声 - 川島千代子（第51話・第53話）
副総統ヘチの娘。剃り込みの入った個性的な髪型こそ父親譲りだが、髪の色は父と違いブロンド。
第51話で父のジャスダム撃滅作戦に協力するため、親子間のテレパシーによる交信能力をさらに強化すべく脳改造を受ける。メカサタンから分離したマンボウロケットでわざとジャスダムに捕らえられ潜入に成功、父へジャスダムの正確な位置を伝えつつ自らは動力室の破壊を試みる。その際に危ういところで命を救ってくれたタクマに好意を抱いたことで激しく感情が乱れ、脳改造の副作用を惹き起こして頭脳が破壊されてしまい、タクマの腕の中で息を引き取る。第53話では荒木の新規作画で、改造手術を受ける前に親友であるジュディとミラーへ別れを告げる場面や遺影、タクマとの想い出といった回想シーンに登場。
ジュディ、ミラー
声 - 菊池紘子、小山まみ（第53話）
二人ともハーケン特別隊の女子部隊に所属する女性兵士で、フリーゼとは固い友情で結ばれた親友だった。黒髪ショートヘアがジュディで、金髪ロングがミラー。フリーゼがジャスダム内で虐殺されたものと思い込み、復讐を果たすべく二人してドップラーへ仇討ちを志願するが却下され、強引にメカサタンに乗り込んで無断出撃する。一旦リサを捕らえて人質にとった後、正々堂々と決着をつけようとしたものの、ドップラーが「命令違反の罪はダンガードAと刺し違えて償え」とメカサタンの自爆装置を押したため炎に包まれながら、ともに爆死する。
ゲルス
声 - 緒方賢一（第54話）
僅かに生き残ったメカサタン突撃隊の一人。ハーケンの命令でメカサタン・ジェロンガを操縦してダンガードAをおびき出すことに成功したが、パルサーカノンの直撃を受けて敢え無く戦死した。
ハンス副隊長
声 - 西川幾雄（第55話）
ハーケン特別攻撃隊の副隊長。ハーケンと共にジャスダムへ苛烈な波状攻撃をかける。しぶとく抵抗するジャスダムの頑強さに業を煮やし、ハーケンの制止を振り切ってジャスダムへ接近戦を仕掛けたが、厚い弾幕の前に被弾。そのままジャスダムへ特攻して機体ごと爆死した。
ハーケンの母（回想）
声 - 菊池紘子（第55話・第56話）
ハーケンが唯一愛した女性。彼が幼少時に夭逝していた。「死なないでトニー」という言葉と共に何度も何度もハーケンの脳裏にフラッシュバックした。ハーケンは捕虜にした霧野リサに亡き母の面影を見る。

## 登場メカ

### ジャスダム側
ダンガードA
大江戸博士の日本におけるプロメテ計画のために設計開発された、惑星開発用の巨大ロボット。
全長200メートル、重量5,000トン。装甲は鉄の10倍硬い超合金コズニューム製。パルサー=コズモ=エネルギーを動力とし、パルサライザー=エンジンの出力は3億馬力。その速度は空中ではマッハ7、水中では190ノット、宇宙では光速の90パーセントにまで達する。
頭部に被さるヘルメット状に変形する小型航空機ガードランチャーと、上半身、下半身の3つのパーツで構成されており、飛行形態であるサテライザーから「オープン・サテライザー!」〜「チェンジ・ダンガード・セット・オン!」の掛け声と共に、3つに分離・変形・再合体することで、2足歩行ロボットであるダンガードAへと形態を変える。
搭乗員は2名。メインパイロットがガードランチャーに、コ・パイロットが下半身パーツ前部（ガードランチャーより上側にある）のコクピットに乗り込むが、コ・パイ側コクピットには予備でもう1名搭乗でき、（原則として）セッティングを事前に行うことで、操縦をコ・パイ側で行うことも可能である。本編では主にメインが一文字タクマで、コ・パイは当初はキャプテン・ダン、後にダンがスカウトしてきた大星秀人が務める。
乗降はジャスダムからの発進時は飛行形態でボーディング・ブリッジから、野外の時はサテライザーの下部（上半身）パーツ右側に収納されているタラップで行う。
当初は非武装だったが、ドップラー軍団の巨大メカ＝メカサタンと戦うために武装された。（この時代のロボットアニメの定番であるが）メインパイロットはほぼ必ず各武装名を大声で叫んでから繰り出している。
巨大ロボットアニメの中でも屈指の巨大さを誇るが、本編中での戦闘描写において、そのスケールを効果的に活かした場面や演出は特に無かった。また、かなりリアルな造形の唇部分が特徴で、稀に演出によってその唇が開いて表情がつけられる場合もあった。
漫画版では、組み立て前のバラバラの部品をタクマに見せた大江戸博士が、プラモデルになぞらえて「部品の設計製造に費やした期間を考えれば、これでダンガードAは99%完成の状態だ」と語る場面がある。
武装
パルサーカノン
胸部装甲が左右に観音開きとなり球状のエネルギー弾が発射される。実質上の最強武器だが、メカサタンに素早くかわされて無駄撃ちとなる場面も多かった。
ジャスダムにも同名の「パルサーカノン砲」が装備されている。
DX超合金ではパルサーカノン発射部にはサテライザー形状用の主脚車輪を格納していた。
コズモアロー
両すねに装着されている赤い三角形の装甲板。はずして手持ち武器もしくは手裏剣のように飛ばし敵を攻撃する。
ダブルシャフト
コズモアローを2つ繋ぎ合わせ、双槍状の手持ち武器とする。後期OPでも敵を切り裂いていたり、本編中でも決め技として多用されていた。
テレポーションパンチ
腕を前方に突き出し、前腕全体が光り、パンチの形をしたエネルギー体を発射する。作品内では両腕同時に発射している場面が多かった。
ハードパンチ
直接前腕を発射する。
テレポーションミサイル
両肩から発射する。同名のパンチと違い普通のミサイル。主にサテライザー形態で使用される武装だが、ダンガードAの形態でも使用可能（第17、32話など）。
アイブレスターライフル
目から放つ光線。ビーム状に伸びるのではなく、眼鏡の形をしたエネルギー弾が手裏剣のように回転しつつ飛んで着弾する。
アイブレスターパルサーテレパンチ
アイブレスターライフル・パルサーカノン・テレポーションパンチの同時発射。第45話で使用。
牽引ビーム
サテライザー形態時に使用する。機底（胸部装甲）から２連のビームを出して物体を捕捉、サテライザー下部に吸着させて運搬する。第23・29・32話で使用。
サテライザー
ダンガードAは「オープン・ダンガード!」〜「チェンジ・サテライザー・セット・オン!」の掛け声と共に3つに分離・変形・再合体することで、プロメテ計画用の調査宇宙船・サテライザーへと変形する。飛行形態でもあるサテライザーは上半身の上に下半身が載った（その先頭にガードランチャーが刺さる）形状をしている。
全長160メートル、重量5,000トン。出力は4億馬力で、移動速度は空中でマッハ15、水中で250ノット、宇宙では光速。こと移動速度と出力に関してはダンガードA形態を上回る。
武装
テレポーションミサイル
両肩から発射するサテライザーの主兵装。螺旋状の航跡を描く特徴がある。
レーザーバルカン
腰に装備する光線砲。サテライザー形態で使用。アラビア数字の8を縦に連ねたような軌道を描いて飛ぶ。
テレポーションガン
サテライザー形態時に使用される機銃。胴体背部の2本の筒状のパーツから発射される。

ジャスダム
惑星プロメテ移住計画のために作られた超巨大母艦。全長1,050メートル、重量500万トン。全幅は180メートルにもなる。パルサーコズモエネルギーを動力とし、パルサガードA型エンジンの出力は100億馬力にも達する。最高速度は空中でマッハ3、水中で170ノット、宇宙では光速の70パーセント。
プロメテの発見後に建造が開始されたため、当初はダンガードAともども未完成。飛島に置かれたプロメテ計画本部としても機能し、大江戸博士らが乗り込み完成を急いだ。プラネスターの宇宙への発進を聞き、第35話で急遽宇宙へと飛び立つ。パルサーコズモエンジンで推進するため燃料補給の必要が無く、先行したプラネスターに猛追をかけた。宇宙機雷や無数の砲座で武装しているが、最大の武器は艦首両脇から放つゴッドバースト砲で、初使用は第41話。第45話ではその巨体を活かした体当たりでプラネスターを中破させている。
スカイアロー
ダンガードAの搭乗員養成に使用された航空機。主目的はダンガードAの特徴である合体/分離の訓練用で、機首部分の1号機が分離すると2号機のコクピットブロックがまるごと1号機のあった場所に移動する。分離状態でも個々に飛行が可能である。武装も施されており、ダンガードA運用開始後も度々副戦力として活躍し、第46話では宇宙空間でも使われた。劇場映画第1作では無人の機首部を発射して敵機に激突させる荒技を見せている。
キャプテン・ダン専用機
ダンがドップラー軍団から逃走する際に強奪した戦闘機。元はプロメテ計画の探査用ロケットだったものをドップラー軍団に改造された機体であると劇中で推察されている。第11話で撃破されるまで、ジャスダムの防衛戦力として活躍した。前期エンディングにも登場。
練習機
ジャスダム基地に多数配備されているパイロット育成用の訓練機。個々の機体を区別する際は「テスト□号」と呼称される。固定武装として機首の機銃、さらに機体下にミサイルを懸架することができ、物語序盤では実戦にも用いられた。後にジョーの訓練機としても使用されている。
ガードマシン
タクマが地上での移動に用いる特殊自動車。バルカン砲で武装しているが、劇中での戦闘描写は無く、純粋に移動用途のみの車両として使われている。劇場映画第1作ではリサが運転。
伴太クラフター
伴太が自身の専用機としてサテライザーの中古部品を使い組み立てた万能修理工作車。主翼を備え飛行も可能ではあるが性能に不安があるため、長距離の巡航時にはサテライザーに牽引ビームで吊り下げられ運搬される。第23・29話に登場。
スペースレディー
リサが搭乗する小型宇宙探査艇。ジャスダムが宇宙へと発進した第36話から使用された。
スペースアロー
第44話からスペースレディーに代わり、リサが偵察や調査に使用した宇宙戦闘機。武装はミサイル。第44話で小惑星ミサイルを爆破、第54話ではメカサタンを相手に戦闘をもこなした。
宇宙ステーションRX
ジャスダムのテストと、プロメテの観測を兼ねて数年前に月軌道上に打ち上げられていた宇宙基地。地球が臨める位置にあるRX-1と、月の裏側に定置する同型のRX-2が存在した。外観はジャスダムに似ているがサイズは数分の一の大きさである。
RX-1は第13話でメカサタン ガスガンの襲撃によって破壊され、RX-2は第32話で潜入したハーケン隊の工作員によりコントロールを奪われ、ジャスダム基地直撃の地球突入コースに乗せられたため、乗員脱出後にテレポーションパンチで粉砕された。

### ドップラー側
プラネスター
惑星プロメテ移住計画のために作られたドップラー軍団側の超巨大母艦。書籍などでは全長915mとされているが、劇中の対比では1050mのジャスダムより長い。ジャスダムよりも先に宇宙へ出た。しかし、当初はスーパーウランを燃料としていたため再三に亘って補給せねばならず、徐々にジャスダムに追い上げられてしまう。その後、捕虜にした霧野リサから自白装置による拷問でパルサーコズモエネルギーの秘密を聞き出し、パルサーコズモエンジンを建造して無補給で推進できるようになった。武装は宇宙魚雷と先端の砲塔から放つビーム（劇中未呼称）。ドップラーが未完成のビーターVを無理に発進させたため、最終回で艦内にビーターVから漏れ出した放射能が充満し、機関部は機能を停止してしまった。乗員はハーケンの要請で全員ジャスダムに救助される。元デザインは松本の漫画『ミライザーバン』に登場した宇宙船。
マザーサタン
多数のメカサタンを収納する宇宙艦。プラネスターが宇宙に出た後は、メカサタン突撃隊の母艦となる。第41話でハーケンの策略により、ジャスダムへ特攻させられて失われた。
メカサタン
ドップラー軍団の超巨大ロボット兵器。ヒーローロボットアニメのお約束通り、基本的に1話1体のペースで登場し、ダンガードAと対決する。第35話では、宇宙に飛び立とうとするジャスダムを多数で攻撃し、この時のみはジャスダムの砲座に撃ち落とされる雑魚的な扱いだった。主にメカサタン突撃隊の隊員が操縦するが、稀にマスクマンもしくは無人と思しき場合もあった。
ハーケン特別隊専用機
ハーケン特別隊隊員が搭乗する戦闘機。大気圏内・宇宙空間問わず運用が可能。基本的には隊長のハーケン機（外見上は一般隊員機との差異はない）を先頭に複数機で編隊を組んで行動する。

## スタッフ
- 企画：春日東（旭通信社）、別所孝治（フジテレビ）、勝田稔男（東映動画）
- 原作：松本零士[注釈 14]
- 協力[注釈 15]：小林檀[注釈 16]
- 音楽：菊池俊輔
- キャラクターデザイン[注釈 15]：荒木伸吾、（姫野美智[注釈 17]）[注釈 18]
- オープニングアニメーション（前期）[注釈 17]：金田伊功
- エンディングイラスト（後期）[注釈 17]：荒木伸吾、姫野美智[要出典]
- デザイナー：伊藤岩光
- チーフディレクター：勝間田具治
- 製作担当：吉岡修、宮崎一哉、佐々木章
- 原画：金田伊功、姫野美智、富沢和雄、貞光紳也、本橋秀之、稲野義信、及川博史、菊池城二 他
- 動画：鍋島修、板野一郎 他
- 画面設定[注釈 17][要出典]：荒木伸吾(#42,48,53)作画監督予定だった荒木伸吾が手の怪我のため、左記3話数のみ作画監督を姫野美智が担当、荒木はラフ画のみの担当であった[要出典]。
- 編集：井関保雄
- 録音：大久保正雄
- 効果：高松孝宣→森賢一
- 選曲：宮下滋
- 記録：黒石陽子
- 現像：東映化学
- 製作：東映、旭通信社

## 音楽
同じ放送枠の前作『UFOロボ グレンダイザー』に引き続き、菊池俊輔が主題歌およびBGMの作・編曲を担当したが、挿入歌の編曲には武市昌久も参加した。
歌唱はメインにささきいさお、ヒロインの心情を描く挿入歌に堀江美都子と、やはり『UFOロボ グレンダイザー』を踏襲しているが、ロボットアニメとしては珍しくヤング・フレッシュがOPのコーラスに起用された。
英語版の歌は1978年末に発売された「英語盤 ささきいさお アニメヒットを歌う」という企画LP（CZ-7018）が初出。同LPには全13曲のうち、本作の歌が3曲含まれていた。
なお、OP、EDともに第29話から映像が変更になった（歌は変更なし）。なおキングレコードからはささきいさおではなく、堀光一路が歌うカバー版が存在する。

### 主題歌
オープニングテーマ「すきだッダンガードA」
作詞：伊藤俊也 / 作曲・編曲：菊池俊輔 / 歌：ささきいさお、ヤング・フレッシュ
第7話では挿入歌として使用、第43話ではカラオケに合わせてタマガーが歌った。
エンディングテーマ「その名もタクマ宇宙パイロット」
作詞：伊藤俊也 / 作曲・編曲：菊池俊輔 / 歌：ささきいさお
第5、15、40話では挿入歌として使用された。

### 挿入歌・イメージソング
番組放送中に発売された主題歌・挿入歌＋ミニ・ドラマLPが初出
「愛のオーロラ」（第51話）
作詞：伊藤俊也 / 作曲：菊池俊輔 / 編曲：武市昌久 / 歌：ささきいさお
「行け! ダンガードA」（第17、55話）
作詞：春日東 / 作曲・編曲：菊池俊輔 / 歌：ささきいさお、コロムビアゆりかご会
「宇宙母艦ジャスダム」（第44、48、56話）
作詞：早乙女達人 / 作曲・編曲：菊池俊輔 / 歌：ささきいさお、こおろぎ'73
劇場版『惑星ロボ ダンガードA対昆虫ロボット軍団』では挿入歌として使用、『惑星ロボ ダンガードA 宇宙大海戦』ではエンディングとして使用された。
「タンタンタマガー」（第22話）
作詞：早乙女達人 / 作曲：菊池俊輔 / 編曲：武市昌久 / 歌：富田耕生、矢萩知佳
「息子よ」（第34、52話）
作詞：伊藤俊也 / 作曲：菊池俊輔 / 編曲：武市昌久 / 歌：ささきいさお
「リサの願い」（第21、40話）
作詞：田村多津夫 / 作曲：菊池俊輔 / 編曲：武市昌久 / 歌：堀江美都子
「英語盤 ささきいさお アニメヒットを歌う」が初出
「DANGUARD ACE」（英語版「すきだッダンガードA」）
作詞：伊藤俊也 / 訳詞：Donald P. Berger / 作曲・編曲：菊池俊輔 / 歌：ささきいさお
「AURORA」（英語版「愛のオーロラ」）
作詞：伊藤俊也 / 訳詞：Donald P. Berger / 作曲：菊池俊輔 / 編曲：武市昌久 / 歌：ささきいさお
「MY SON」（英語版「息子よ」）
作詞：伊藤俊也 / 訳詞：Donald P. Berger / 作曲：菊池俊輔 / 編曲：武市昌久 / 歌：ささきいさお

## サブタイトル
※各話サブタイトルのコールは第53話のみ吉田理保子、それ以外は山田俊司が担当。次回予告とナレーションも同じく山田俊司。
| 話数 | 放映日        | サブタイトル               | 脚本       | 演出                | 作画監督          | 美術              | 登場メカサタン            |
| ---- | ------------- | -------------------------- | ---------- | ------------------- | ----------------- | ----------------- | ------------------------- |
| 1    | 1977年 3月6日 | 飛びたて! 父の星を越えて   | 田村多津夫 | 勝間田具治          | 荒木伸吾 野田卓雄 | 内川文広          | ジェットラー              |
| 2    | 3月13日       | 仮面の男・キャプテン・ダン | 馬嶋満     | 生瀬昭憲            | 青鉢芳信          | 山口俊和          | ロボトラス                |
| 3    | 3月20日       | 赤い夕陽の誓い             | 山崎晴哉   | 蕪木登喜司          | 谷口守泰          | 内川文広          | ヘルスパロー              |
| 4    | 3月27日       | 明日なき命に燃えて…‥       | 馬嶋満     | 西沢信孝            | 兼森義則          | 伊藤岩光          | デスタンカー              |
| 5    | 4月3日        | 緊急発進! サテライザー     | 田村多津夫 | 小湊洋市            | 菊地城二          | 内川文広          | グレネーダー              |
| 6    | 4月10日       | 明日に向かって飛べ!        | 吉川惣司   | 大谷恒清            | 白土武            | 山口俊和          | ザ・ギル                  |
| 7    | 4月17日       | 星に輝く操縦桿             | 山崎晴哉   | 勝間田具治          | 永樹凡人          | 伊藤岩光          | プラネター                |
| 8    | 4月24日       | タクマの涙を花束に         | 吉川惣司   | 生瀬昭憲            | 野田卓雄          | 内川文広          | ガラガス                  |
| 9    | 5月1日        | 夕焼空に散った友           | 馬嶋満     | 勝間田具治          | 荒木伸吾          | 伊藤岩光 松本健治 | サウンダー                |
| 10   | 5月8日        | キャプテン・ダンの正体!?   | 山崎晴哉   | 小湊洋市            | 青鉢芳信          | 山口俊和          | グランドラー              |
| 11   | 5月15日       | 宇宙に消えた父の面影       | 田村多津夫 | 西沢信孝            | 兼森義則          | 内川文広          | デスヒドラ                |
| 12   | 5月22日       | 輝け! ダンガードA          | 馬嶋満     | 川田武範            | 小泉謙三 谷口守泰 | 伊藤岩光 明石貞一 | スカルボン                |
| 13   | 5月29日       | 闘え! 父を超えて           | 吉川惣司   | 森下孝三            | 白土武            | 山口俊和          | ガスガン                  |
| 14   | 6月5日        | 泣くなタクマ! その日まで…  | 山崎晴哉   | 蕪木登喜司          | 衣政吉            | 内川文広          | シンバルガー              |
| 15   | 6月12日       | SOS! 火星に飛べ!           | 田村多津夫 | 福島和美            | 菊地城二          | 勝又激            | バキューダー              |
| 16   | 6月19日       | 空を雲を父と呼べ           | 馬嶋満     | 勝間田具治          | 荒木伸吾          | 伊藤岩光 明石貞一 | ギルドーザー              |
| 17   | 6月26日       | 白い二本の飛行機雲         | 山崎晴哉   | 生瀬昭憲            | 谷口守泰          | 内川文広          | キングダイブ ミザイラス   |
| 18   | 7月3日        | 大空の虹に叫べ!            | 馬嶋満     | 松浦錠平            | 兼森義則          | 伊藤岩光 明石貞一 | ヘルナバロン              |
| 19   | 7月10日       | 危うしキャプテン・ダン     | 吉川惣司   | 富田義治 佐々木勝利 | 青鉢芳信          | 内川文広          | マゾーン                  |
| 20   | 7月17日       | 夕陽の中のリサ             | 山崎晴哉   | 明比正行 蕪木登喜司 | 菊地城二          | 伊藤岩光 明石貞一 | ブーメラス                |
| 21   | 7月24日       | タマガーの一番手柄!        | 馬嶋満     | 蕪木登喜司          | 衣政吉            | 内川文広 勝又激   | ヘルバスター              |
| 22   | 7月31日       | ミヨちゃんのためなら!      | 田村多津夫 | 勝間田具治          | 兼森義則          | 伊藤岩光 明石貞一 | シャドー                  |
| 23   | 8月7日        | 大氷原に咲いた友情         | 吉川惣司   | 明比正行            | 兼森義則          | 内川文広          | ガントー                  |
| 24   | 8月14日       | 太陽と星のかけ橋           | 馬嶋満     | 勝間田具治          | 荒木伸吾          | 伊藤岩光 明石貞一 | インセクタス              |
| 25   | 8月21日       | 危機一髪! 海底脱出         | 田村多津夫 | 川田武範            | 白鳥剣            | 内川文広          | ガメガラン                |
| 26   | 8月28日       | 三匹のヤング・ライオン!    | 田村多津夫 | 生瀬昭憲            | 菊地城二          | 伊藤岩光 明石貞一 | ヤジラー                  |
| 27   | 9月4日        | 宇宙をめざす若者たち!      | 田村多津夫 | 明比正行            | 青鉢芳信          | 内川文広          | ヤジラー                  |
| 28   | 9月11日       | 恐るべき好敵手ハーケン     | 吉川惣司   | 富田義治 高垣幸蔵   | 衣政吉            | 勝又激            | バクロイド                |
| 29   | 9月18日       | 素晴らしきライバル         | 馬嶋満     | 佐々木勝利          | 西城明            | 伊藤岩光          | デスカルダー              |
| 30   | 9月25日       | 火花を散らす闘魂           | 馬嶋満     | 勝間田具治          | 荒木伸吾          | 伊藤岩光 明石貞一 | ダイタンガー              |
| 31   | 10月2日       | 命知らずのメカサタン野郎!  | 田村多津夫 | 蕪木登喜司          | 兼森義則          | 内川文広          | ダッガー                  |
| 32   | 10月9日       | RX-2絶体絶命!              | 吉川惣司   | 生瀬昭憲 蕪木登喜司 | 菊地城二          | 内川文広          | デーロス                  |
| 33   | 10月16日      | ドップラー軍団・発進!      | 田村多津夫 | 明比正行            | 兼森義則          | 伊藤岩光 明石貞一 | パルボット                |
| 34   | 10月23日      | 絶唱! タクマの涙           | 馬嶋満     | 勝間田具治          | 荒木伸吾          | 内川文広          | ハリモーゲン              |
| 35   | 10月30日      | 永遠（とわ）に輝け! 父の星 | 田村多津夫 | 明比正行            | 青鉢芳信          | 伊藤岩光 明石貞一 | ブーラン 他メカサタン多数 |
| 36   | 11月6日       | 火星に進路をとれ!          | 馬嶋満     | 富田義治 蕪木登喜司 | 白鳥剣            | 内川文広          | スカイテンタクル          |
| 37   | 11月13日      | さらばイカルスの星         | 馬嶋満     | 高垣幸蔵            | 衣政吉            | 伊藤岩光          | マンボルト                |
| 38   | 11月20日      | 謎の第13衛星に誓う!        | 吉川惣司   | 蕪木登喜司          | 菊地城二          | 伊藤岩光 明石貞一 | ソドム                    |
| 39   | 11月27日      | 脱出! 暗黒星雲             | 馬嶋満     | 佐々木勝利          | 白鳥剣            | 伊藤岩光 明石貞一 | ビーマー1号               |
| 40   | 12月4日       | 果てしなき銀河の海へ       | 田村多津夫 | 高垣幸蔵            | 衣政吉            | 内川文広          | シャドーII                |
| 41   | 12月11日      | プラネスターの急襲         | 吉川惣司   | 明比正行            | 兼森義則          | 内川文広          | ゲジラム                  |
| 42   | 12月18日      | 異星人ノエルの微笑み       | 馬嶋満     | 勝間田具治          | 姫野美智          | 伊藤岩光 明石貞一 | スパイダス                |
| 43   | 12月25日      | 対決! タクマ対ハーケン     | 田村多津夫 | 蕪木登喜司          | 菊地城二          | 内川文広          | メカサタン登場せず        |
| 44   | 1978年 1月1日 | 希望の星! プロメテを見た   | 田村多津夫 | 明比正行            | 兼森義則          | 伊藤岩光 明石貞一 | メカサタン登場せず        |
| 45   | 1月8日        | ジャスダム全開直進         | 田村多津夫 | 富田義治 福島和美   | 白鳥剣            | 内川文広          | ギドラー                  |
| 46   | 1月15日       | 彗星大爆破作戦             | 馬嶋満     | 高垣幸蔵            | 衣政吉            | 内川文広          | ヘルクレーン              |
| 47   | 1月22日       | 攻撃! 恐怖の地獄花         | 吉川惣司   | 蕪木登喜司          | 菊地城二          | 伊藤岩光 明石貞一 | ギガントス                |
| 48   | 1月29日       | 宇宙母艦ジャスダムの反乱!  | 田村多津夫 | 勝間田具治          | 姫野美智          | 勝又激            | パニッカー                |
| 49   | 2月5日        | ドップラー軍団の黒い影     | 馬嶋満     | 明比正行            | 兼森義則          | 伊藤岩光 明石貞一 | ガンドッグ                |
| 50   | 2月12日       | 男・伴太ここにあり         | 馬嶋満     | 福島和美            | 白鳥剣            | 内川文広 勝又激   | ガスホッグ                |
| 51   | 2月19日       | 娘よ! ヘチ副総統の最後     | 馬嶋満     | 高垣幸蔵            | 衣政吉            | 内川文広          | ピラギアン                |
| 52   | 2月26日       | この手で守ったジャスダム   | 馬嶋満     | 明比正行            | 兼森義則          | 明石貞一          | メカサタン登場せず        |
| 53   | 3月5日        | 愛! それは哀しく美しく     | 馬嶋満     | 芹川有吾            | 姫野美智          | 内川文広 明石貞一 | デスコブラー              |
| 54   | 3月12日       | 戦え! 愛の星のために       | 田村多津夫 | 高垣幸蔵            | 衣政吉            | 内川文広          | ジェロンガ                |
| 55   | 3月19日       | プロメテへの叫び!          | 田村多津夫 | 明比正行 蕪木登喜司 | 菊地城二          | 内川文広          | メカサタン登場せず        |
| 56   | 3月26日       | 美しく輝く希望の星         | 田村多津夫 | 明比正行 勝間田具治 | 荒木伸吾          | 明石貞一          | メカサタン登場せず        |

## 放送局
- フジテレビ（制作局）：日曜 19:00 - 19:30
- 北海道文化放送：日曜 19:00 - 19:30[32]
- 青森放送：月曜 17:00 - 17:30[33]
- テレビ岩手：月曜 18:00 - 18:30（1978年3月まで）→ 月曜 17:30 - 18:00（1978年4月から[34]、数か月遅れ[35]）
- 秋田テレビ：日曜 19:00 - 19:30[36]
- 山形テレビ：日曜 19:00 - 19:30[36]
- 仙台放送：日曜 19:00 - 19:30[37]
- 福島テレビ：土曜 19:00 - 19:30（第3話まで）→ 日曜 18:00 - 18:30（第4話から）[38]
- 新潟放送：木曜 17:00 - 17:30[39]
- 山梨放送：火曜 17:30 - 18:00[40]（1978年7月18日最終回、約4か月半遅れ[35]）
- 長野放送：日曜 19:00 - 19:30[41]
- テレビ静岡：日曜 19:00 - 19:30[42]
- 富山テレビ：日曜 19:00 - 19:30[43]
- 石川テレビ：日曜 19:00 - 19:30[43]
- 福井テレビ：日曜 19:00 - 19:30[44]
- 東海テレビ：日曜 19:00 - 19:30
- 関西テレビ：日曜 19:00 - 19:30
- 山陰中央テレビ：日曜 19:00 - 19:30[45]
- 岡山放送：日曜 19:00 - 19:30[46]
- テレビ新広島：日曜 19:00 - 19:30[46]
- 山口放送：土曜 18:00 - 18:30[47]
- テレビ愛媛：日曜 19:00 - 19:30[48]
- 高知放送：火曜 18:00 - 18:30[49]
- テレビ西日本：日曜 19:00 - 19:30[50]
- サガテレビ：日曜 19:00 - 19:30[51]
- テレビ長崎：水曜 18:00 - 18:30[52]
- テレビ熊本：木曜 17:30 - 18:00[53]
- テレビ宮崎：火曜 17:55 - 18:25[54]
- 鹿児島テレビ：木曜 17:50 - 18:20[55]（1978年7月13日最終回、約4か月半遅れ[35]）
- 沖縄テレビ：日曜 19:00 - 19:30[56]

## 劇場版

### 『惑星ロボ ダンガードA対昆虫ロボット軍団』

#### 概要
1977年7月17日、東映まんがまつりにて公開。上映時間は25分。
本作にとって唯一の劇場用オリジナル作品。特筆すべきは共同演出として『網走番外地』、『江戸川乱歩全集 恐怖奇形人間』でカルト的な人気を誇る映画監督の石井輝男がクレジットされている点で、内容もTV版と比較して異色なものとなっている。昆虫人間によって月面基地の隊員が全身の血を吸い取られて死屍累々と横たわる場面の猟奇的描写や、妙な拳法を駆使して昆虫人間と格闘するタクマのアクションシーンなどがある。石井輝男がSF映画に参加するのは『スーパージャイアンツ』以来、数年ぶりの参加となるが、石井輝男がアニメーション映画の演出家として参加したのはこれが最初である。
時系列としては、TVシリーズではなかなか登場しなかった主役ロボ・ダンガードAが、すでに活躍するようになっていたころの公開ではあったものの、タクマの良きライバルであるコ・パイロットの大星秀人がまだ登場していなかったこともあり、本作でもタクマが単独でダンガードA（サテライザー）を操縦している。
一方、月面基地から一斉に発進して地球を攻撃せんとする昆虫人間の円盤群を迎え撃つべく、ジャスダムが飛島から飛び立ち宇宙空間で激しい戦闘を繰り広げる描写は、ジャスダム初飛行による初陣が4カ月近くも先となるTV版の展開を、大幅に前倒ししたものとなっている。

#### ストーリー
突如として現れた異星人によって月面基地が襲撃され全滅する。彼らの正体はあらゆる生物の血液をエネルギー源とする恐るべき昆虫人間だった。地球侵略を狙う彼らを迎撃すべく大江戸博士はジャスダムを飛島から発進させて月へと向かう。

#### 声の出演
- 昆虫人間A：八奈見乗児
- 昆虫人間B：緒方賢一
- ジャスダム所員：山田俊司
- 月面基地司令：緒方賢一

※一文字タクマ、キャプテン・ダン、霧野リサ、大江戸博士、荒井伴太、タマガー、太郎の声優については登場キャラクターの項を参照。
※ドップラー軍団のキャラクターは全て未登場。ジャスダム側も上記のキャラクター以外は未登場。
※予告編ナレーションは、タクマ役の神谷明が担当。

#### 登場ロボット
昆虫ロボット
昆虫人間の乗る無数の円盤が一斉に合体して出来たロボット。ダンガードAよりもさらに一回り大きく、凄まじく巨大。タイトルは「昆虫ロボット軍団」となっているが、登場するのは1体のみ。
武装は肩から伸ばす触手、吹き出す溶解液、両手を変形させた巨大ドリル、掃除機のように凄い勢いで何でも吸い込む胸の大穴。多彩な攻撃と頑丈なボディでダンガードAを大いに苦しめた。

#### 製作・スタッフ
- 製作：今田智憲
- 製作担当：白根徳重
- 企画：有賀健、勝田稔男
- 原作：松本零士、小林檀
- 演出：石井輝男、明比正行
- 脚本：吉野安雄
- 作画監督：南条文平（中村一夫）
- 原画：中村プロダクション
- 美術：秦秀信
- 音楽：菊池俊輔
- 主題歌：OP・ED共にTVと同じ。※ただし映像は新規作画
- 挿入曲：「宇宙母艦ジャスダム」（作詞：早乙女達人、作・編曲：菊池俊輔、歌：ささきいさお、こおろぎ'73）

#### 同時上映
- 世界名作童話 せむしの仔馬[注釈 23]
- ドカベン 甲子園の道
- キャンディ・キャンディ
- ジャッカー電撃隊
- 大鉄人17 空中戦艦

### 『惑星ロボ ダンガードA 宇宙大海戦』
1978年3月18日、東映まんがまつりにて公開。上映時間は26分。予告編ナレーションは神谷に代わり、トニー・ハーケン役の山田俊司が担当。
劇場版の第2作だがオリジナルではなく、TV版の第44話と第45話の内容を簡略化し1本にまとめた作品。TV版でのリサが敵に囚われるくだりが丸ごとカットされている。前半はTV版44話の映像を抜粋流用しブローアップしたものだが、後半はTV版とは別の新規作画となっている。OP映像と主題歌も『昆虫ロボット軍団』と同じだが、EDテーマは「宇宙母艦ジャスダム」が使用された。
スタッフは脚本：田村多津夫、作画：兼森義則、演出：明比正行とTV版・第44話と同じ。
なお、1973年3月17日公開の『マジンガーZ』以来続いた、「まんがまつり」でのロボットアニメは、本作を以て一旦中断。
その後、1979年3月17日封切りの「まんがまつり」で『闘将ダイモス』が公開されたものの、『ダイモス』は東映本社・日本サンライズ（現：サンライズ）作品であるため、東映動画作品は本作が事実上最後となった。

#### 登場ロボット
メカサタン ギャビル
新作画パートに登場するメカサタン。テレビ版第45話でのギドラーに相当するが、外観・能力は異なる。
コンピューターによる無人操縦でダンガードAを圧倒するが、接近してきた彗星を自動回避した隙を突かれ撃破される。

#### 同時上映
- 世界名作童話 おやゆび姫
- キャンディ・キャンディ 春の呼び声
- 一休さんとやんちゃ姫
- ジャッカー電撃隊VSゴレンジャー

## 映像ソフト化
- ビデオ（VHS、セル・レンタル共通）は劇場版の2作品を収録したものが東映ビデオよりリリースされている。
- 1997年8月8日から1998年8月7日にかけてLDが東映ビデオより発売された。全7巻の各2枚組で各巻8話収録。
- 2004年1月21日にDVD-BOXがavex traxより発売された。全2巻の各6枚組で各巻28話収録。
- 2011年8月5日から12月9日にかけて単巻のDVDが東映ビデオより発売された。全5巻の各2枚組で各巻11話（Vol.5のみ12話）収録。
- 2011年8月5日に劇場版の2作品を収録した「惑星ロボ ダンガードA THE MOVIE」が東映ビデオより発売された[注釈 25]。

## 漫画版
テレビアニメの放映と並行して月刊漫画誌『冒険王』に連載された。主役ロボット・ダンガードAの描写はサテライザーが若干描かれた程度で、形状もアニメ本編と著しく異なる。目的地のプロメテも無人の星ではなく、自由意志を持つ不可視生命体が先住している（もしくはプロメテ自体が1つの生命体という）設定となっている。ロボット形態に至っては最終回のラスト見開きに直立でワンカットのみの登場であり、プロメテの生命体に対する平和と友好の意思表示として記念碑的に遺棄され、人類はプロメテから手を退くという形で終わる。また、物語も大江戸とドップラーを中心に描かれ、アニメでの主人公タクマがほとんど脇役扱いとなっていてアニメの途中から登場するライバルのトニー・ハーケンも登場しない。
秋田書店サンデーコミックスレーベルで単行本が全2巻で出版されたほか、2002年に秋田文庫レーベルで文庫版が単巻で出版されている。
マーベルコミックスが発行したアメコミ『ショーグン・ウォリアーズ』は、ダンガードAのロボット(ただし人間のキャラクターは登場しない)を特集した。